# Mixtvision Verlag
Der Mixtvision Verlag ist ein Kinder- und Jugendbuchverlag mit Sitz in München. 

## Geschichte
Der Mixtvision Verlag wurde 2006 von Sebastian Zembol gegründet.
Der Verlag wurde 2009 vom Bayerischen Staatsministerium für Wissenschaft, Forschung und Kunst mit dem Preis für einen bayerischen Kleinverlag ausgezeichnet. 2019 erhielt er den Deutschen Verlagspreis. Im Januar 2023 gab Mixtvision den Rückzug aus der Gamingbranche bekannt, wo man als Publisher von Indie-Games tätig war.

## Programm
Das Programm des Verlags richtet sich an Kinder und Jugendliche ab 3 Jahren. Es umfasst Bilder-, Kinder-, Jugend-, Geschenk- und Beschäftigungsbücher. Das Programm wurde ab Frühjahr 2018 durch eine Papeterie-Linie mit dem Namen "Kollektion Wörterzauber" ergänzt. Der Verlag hat sich als Ziel gesetzt, zugleich unterhaltsame und anspruchsvolle Bücher herauszugeben. Das aktuelle Verlagsprogramm umfasst 105 lieferbare Titel (Stand Frühjahr 2018), davon sind 68 Titel auch als E-Book erhältlich. „Die große Wörterfabrik“ von Agnès de Lestrade und "Im Garten der Pusteblumen" von Noelia Blanco sind darüber hinaus auch als App verfügbar. Einer der bekannteste Titel ist das KeinBuch, 2009 nominiert als Trendmarke des Jahres beim Kulturmarken Award 2009. 2011 wurde mit dem Erscheinen der Abaton-Trilogie das Verlagsprogramm, das bis dahin seinen Schwerpunkt im Bereich Bilderbuch hatte, um eine Jugendbuchsparte erweitert. Mit der Vorlesereihe „Kosmo & Klax“ wurde 2016 eine Markenwelt mit Büchern, Hörbüchern zum Mitmachen und Mitsingen, Postkarten und vielem mehr aufgebaut.

## Engagement
Mixtvision produziert und druckt in Deutschland. Darüber hinaus ist der Verlag der Initiator und Förderer des Kinderkunsthaus München, Mitglied der Arbeitsgemeinschaft von Jugendbuchverlagen, förderndes Mitglied der Deutschen Akademie für Kinder- und Jugendliteratur, Förderpartner der Initiative Buy Local, Förderer der Stiftung Lesen und Mitglied der Kurt Wolff Stiftung.

## Autoren und Künstler des Verlags
- Ernst Jandl: Autor des Bilderbuchs auf dem land von Monika Maslowska
- Christian Jeltsch und Olaf Kraemer: Autoren der Jugendbuch-Trilogie ABATON
- Marit Kaldhol: Autorin des Jugendromans Allein unter Schildkröten (nominiert für den Deutschen Jugendliteraturpreis 2013)[4] und Zweet
- Toon Tellegen: Autor von Ich wünschte (nominiert für den Deutschen Jugendliteraturpreis 2013)[5] und Ich denke
- Einar Turkowski: Illustrator von Als die Häuser heimwärts schwebten … (ausgezeichnet von der Stiftung Buchkunst als eines der schönsten deutschen Bücher 2013) und Die Nachtwanderin
- Manfred Schlüter: Autor von Vom Fischer, der ein Künstler war – 30 kleine Geschichten für große Gedanken
- Lena Hach: Autorin von Ich, Tessa und das Erbsengeheimnis (ausgezeichnet mit dem Leipziger Lesekompass 2017)[6] und der Kinderbuch-Reihe Der verrückte Erfinderschuppen
- Eva Muggenthaler: Illustratorin von Als die Fische spazieren gingen ...
- Sarah Crossan: Autorin der Jugendbücher Eins (zweifach nominiert für den Deutschen Jugendliteraturpreis 2017)[7], Die Sprache des Wassers (nominiert für den Deutschen Jugendliteraturpreis 2014)[8], Nicu & Jess
- Alexandra Helmig: Autorin und Sprecherin der Vorlesereihe "Kosmo & Klax", sowie Autorin von "Lua und die Zaubermurmel" und "Im Land der Wolken"
- Stefanie Harjes: Illustratorin von Als die Esel Tango tanzten
- Italo Calvino: Autor von Das schwarze Schaf
- Tor Fretheim: Autor von Die Stille nach Nina Simone
- Regina Kehn: Illustratorin von Die unglaubliche Geschichte von Wenzel, dem Räuber Kawinski, Strupp und dem Suseldrusel
- Nikola Huppertz: Autorin von Die unglaubliche Geschichte von Wenzel, dem Räuber Kawinski, Strupp und dem Suseldrusel
- Eva Rottmann: Autorin von Goldkind
- Antonie Schneider: Autorin von Ist Ida da?
- Philipp Löhle: Autor von Jaras Reise und Vintulato, mein Hund und die Farbe Blau
- Emmanuelle Polack: Autorin von Kako, der Schreckliche (nominiert für den Deutschen Jugendliteraturpreis 2016)[9]
- Anja Hilling: Autorin von Kartoffels Reise
- Simona Sabato: Autorin von Kartoffels Reise
- Volker Präkelt: Autor von Limbradur und die Magie der Schwerkraft
- Ulf Keyenburg: Illustrator von Limbradur und die Magie der Schwerkraft
- Jens Rassmus: Illustrator von Schlafen Fische? von Jens Raschke
- Katja Alves: Autorin von Ulff, die Backenhörnchen und eine irre Verfolgungsjagd
- Nils Mohl: Autor von Henny & Ponger und den beiden Gedichtbänden König der Kinder und Tänze der Untertanen